# Jarl Lindblom

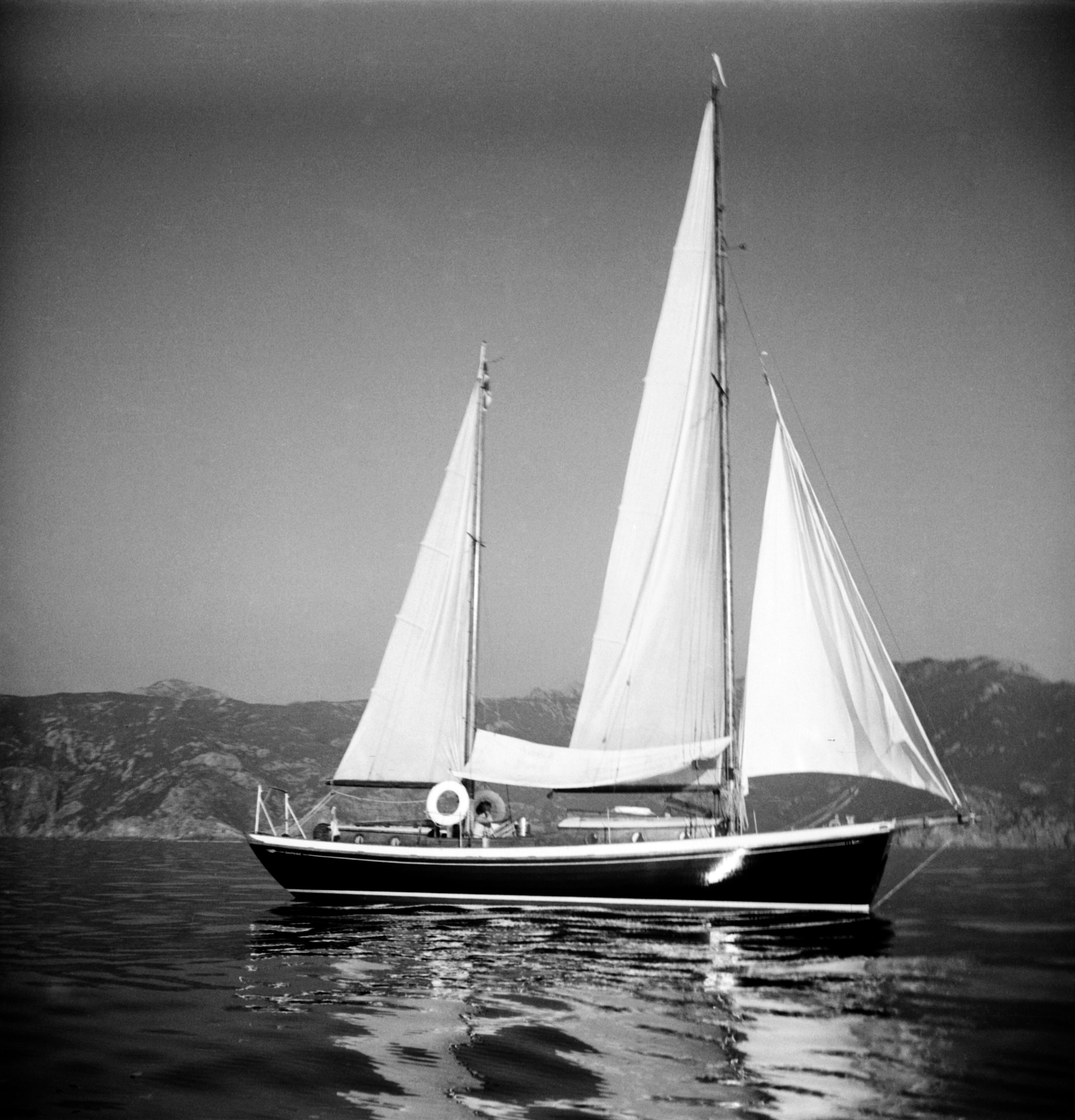
Ketchen S/Y Daphne, ritad av Jarl Lindblom

Jarl Volter Lindblom, född 12 juli 1902 i Åbo, död 9 januari 1985 i Nagu, var en finländsk båt- och fartygskonstruktör.

## Barndom och utbildning
Jarl Lindblom föddes i Åbo den 12 juli 1902 till föräldrarna sjökapten Karl Volter Lindblom och Augusta Matilda Lindblom. Redan i sin barndom blev Lindblom mycket bekant med havet och båtar, dels via sin mors släkt vid Åbo båtvarf och Airisto segelsällskap och dels via sin fars släkt i Nagu.
Lindblom blev student från Vasa svenska lyceum år 1922. Han studerade därefter maskinbyggnad vid Tekniska högskolan och blev diplomingenjör år 1928. 

## Karriär
Redan under studietiden jobbade Jarl Lindblom vid Åbo båtvarf som ritare och konstruktör och visade stort intresse och begåvning. År 1934 vann Lindblom en av Svenska Kryssarklubben ordnad konstruktionstävling. Det vinnande bidraget byggdes sedan i Finland under namnet Esmeralda.
År 1935 konstruerade Lindblom långfärdsbåten Daphne för Oskar Mustelin, som sedermera blev känd då författaren Göran Schildt stod vid rodret. I mitten av 30-talet ritade Lindblom många kryssare till den brittiska marknaden. Hans mästerverk var kryssaryachten Regina, som han byggde åt Henrik Ramsay, och som sjösattes i maj 1939. 
Samtidigt utvecklade Lindblom även den Internationella fem meters klassen (femman) vi Airisto SS. Den första av Lindbloms femmor byggdes 1936 och han ritade efter det en mängd av denna typs båtar, däribland 14 stycken identiska femmor till Argentinas örlogsmarin. Likaså byggdes 14 Utö-kryssare i slutet av 1940-talet. Dessa blev dock på ritbordet inte sådana som Lindblom hade tänkt sig, så han accepterade aldrig dem som sina egna på samma sätt som sina andra konstruktioner. 
År 1940 sändes Lindblom till USA av Försvarsmakten, för att studera industriellt byggande av träbåtar. Han jobbade vid Higgins-verken och där producerades krigsfartyg för USA:s flotta. Lindblom lärde sig mycket om byggandet av motortorpedbåtar under tiden i USA, vilket skulle vara till stor hjälp senare, framför allt vid byggandet av Taisto-klassen vid Åbo båtvarv. Ett exemplar av dessa motortorpedbåtar finns att se vid Forum Marinum i Åbo. 
Efter kriget fick Lindblom i uppgift av SOTEVA att planera Oy Laivateollisuus Ab:s varv i Pansio, Åbo. Detta blev ett annorlunda varv än de tidigare, eftersom det direkt från början planerades med serieproduktion av träfartyg i åtanke. Detta innebar att man byggde stora hallar för att kunna bygga inomhus, då byggnadsmaterialet var trä. På Laivateollisuus byggdes bland annat 46 stycken skonare. På 1960-talet byggde Lindblom Nuoli-klassens motorkanonbåtar vid varvet i Pansio. Dessa byggde han med limträtekniken som han lärt sig i USA. Lindblom var teknisk ledare för Laivateollisuus 1945-1967.